# Carebara lusciosa
Carebara lusciosa (лат.) — вид очень мелких муравьёв рода Carebara из подсемейства Myrmicinae (Formicidae). Китай.

## Описание
Мелкие муравьи желтовато-коричневого цвета. От близких видов (например, от Carebara pseudolusciosa) отличается следующими признаками: затылочный край головы вырезан посередине, затылок без поперечных бороздок, проподеум угловатый (сзади выступает под углом более 90°), голова прямоугольная, гладкая, длина явно больше её ширины, дорзум груди немного выпуклый, промезонотум выпуклый и выше, чем проподеум. Сложные глаза солдат из 1—3 фасеток, оцеллии отсутствуют. Затылочные углы головы без выступов-рогов. Длина тела 1—2 мм. Усики солдат и рабочих 9-члениковые с 2-члениковой булавой. Скапус короткий. Нижнечелюстные щупики состоят из 2 члеников, нижнегубные из 2. Имеют диморфичную касту рабочих с мелкими рабочими и крупными солдатами. Стебелёк между грудкой и брюшком состоит из двух члеников: петиолюса и постпетиолюса (последний четко отделен от брюшка), жало развито, куколки голые (без кокона).

## Систематика
Вид был описан в 1928 году по материалам из Китая американским мирмекологом профессором Уильямом Уилером, под первоначальным названием Oligomyrmex lusciosus Wheeler, W.M., 1928. Валидный статус подтверждён в 2003 году в ходе ревизии местной мирмекофауны китайским энтомологом профессором Ж. Сю (Zhenghui Xu). Относят к трибе Crematogastrini (ранее в Solenopsidini).